# Triphaenopsis coecata
Triphaenopsis coecata är en fjärilsart som beskrevs av W. Warren 1911. Triphaenopsis coecata ingår i släktet Triphaenopsis och familjen nattflyn. Inga underarter finns listade i Catalogue of Life.